# 公兴街道
公兴街道，原为公兴镇，是中华人民共和国四川省成都市双流区曾经下辖的一个街道。2011年，撤镇设街道。2019年底，公兴街道与协和街道合并设立怡心街道。

## 行政区划
公兴街道撤销前下辖以下地区：
公兴场社区、草坪社区、朱家庙社区、邵家店社区、藕塘社区、双塘社区、兰家沟社区和青云寺村。